# Paul Edward Anderson
Paul Edward Anderson (17 de outubro de 1932, em Toccoa - 15 de agosto de 1994, em Vidalia, Geórgia) foi um halterofilista, antigo atleta de força (strongman) e levantador de peso básico dos Estados Unidos.
No Campeonato Mundial de 1955, em Munique, Paul Anderson ganhou ouro na categoria acima de 90 kg (pesado, não limitada na época). Levantou 185 kg no desenvolvimento (ou prensa militar, movimento-padrão abolido em 1973), 145 no arranque e 182,5 no arremesso, 512,5 kg no total combinado, recorde mundial da categoria e foi, então, o primeiro homem a superar a marca dos 500 kg no triplo levantamento.
Nos Jogos Olímpicos de Melbourne 1956 ele ganhou ouro com 500 kg no total, o mesmo resultado do argentino Humberto Selvetti, mas Anderson era mais leve.
Quadro de resultados
| Ano  | Posição | Competição                    | Classe de peso | Marca                    |
| 1955 | 1.      | Campeonato mundial em Munique | +90 kg         | 512,5 kg (185+145+182,5) |
| 1956 | 1.      | Jogos Olímpicos               | +90 kg         | 500 kg (167,5+145+187,5) |

Estabeleceu cinco recordes mundiais, que foram:
| Data       | Disciplina      | Marca    | Classe de peso | Lugar     |
| 26.04.1955 | Desenvolvimento | 182,5 kg | +90 kg         | Cleveland |
| 26.04.1955 | Arremesso       | 196,5 kg | +90 kg         | Cleveland |
| 05.07.1955 | Desenvolvimento | 183 kg   | +90 kg         | York      |
| 16.10.1955 | Desenvolvimento | 185,5 kg | +90 kg         | Munique   |
| 16.10.1955 | Total           | 512,5 kg | +90 kg         | Munique   |

Anderson era um cristão devoto e, depois de terminar sua carreira esportiva, ele abriu o Paul Anderson Youth Home para crianças órfãs e delinquentes em Vidalia.
Em seus últimos anos ele teve vários problemas de saúde, incluindo insuficiência renal desde 1983.